# رودولفو كازانوفا
رودولفو كازانوفا (بالإسبانية: Rodolfo Casanova)‏ (21 يونيو 1915 بليون في المكسيك - 23 نوفمبر 1980) هو ملاكم مكسيكي، صنّف ضمن فئة وزن الريشة ‏.

## إحصائيات
خاض خلال مسيرته 75 نزالا، فاز في 57 وتعادل في 1 وخسر في 17. فاز بالضربة القاضية في 31 نزالا.

## روابط خارجية
- رودولفو كازانوفا على موقع بوكس ريك (الإنجليزية) (registration required)